# Parsatatar

Mapa del regne de Mitanni del temps de Parsatatar.

Parsatatar (Parsha{ta}tar o Parashukshatra = "governant de la destral") fou rei de Mitanni vers 1470 o 1460-1450 aC. És conegut per una inscripció a Nuzi. Suposat successor de Barattarna.
És possible que fora sota aquest rei quant vers el 1469 aC el faraó Tuthmosis III va esdevenir l'únic faraó a Egipte a la mort d'Hatshepsut, que fins llavors tenia el poder efectiu i va començar a aspirar a repetir i millores les accions dels seus avi i pare: Tuthmosis I (l'avi) va dirigir campanyes militars fins a Naharina (Mitanni) però foren expedicions de saqueig mes que d'establiment permanent; Tuthmosis II (fill de l'anterior i pare de Tuthmosis III) només va regnar 8 anys i les seves activitats a Palestina foren limitades; Hatshepsut, no va mostrar interès en Síria i, per tant, Tuthmosis va decidir portar el domini egipci cap aquesta regió, coincidint amb el màxim poder de Mitanni. En aquesta època a Síria els poders dominants eren el regne de Tunip i el de Cadeix; Tunip era vassall de Mitanni, però Cadeix potser era independent o en tot cas els lligams amb Mitanni eren dèbils, i hi governava un rei anomenat Darusa, que dominava un extens territori fins a Megiddo, a Palestina. Tuthmosis va decidir començar per aquest estat, el qual, davant el perill, va formar una coalició de petits prínceps (330 estats la majoria aliats de Mitanni) i va establir el seu quarter general a Megiddo. Els dos exèrcits es van enfrontar a prop de la ciutat i els sirians es van haver de tancar darrere de les muralles; el setge va durar set mesos fins que finalment la ciutat es va rendir i 119 ciutats van quedar sotmeses a Egipte (però probablement incloent ciutats que foren ocupades pels egipcis en campanyes paral·leles) entre elles Damasc, però no pas Cadeix.
Tres campanyes egípcies més en els següents anys van ser demostracions de força poc efectives, ja que no van suposar pràcticament la conquesta de més territoris, però durant el segon any el faraó va creure que s'observaven signes de debilitat hurrita doncs el rei de Mitanni li va enviar un regal consistent en un gran tros de lapislàtzuli. Cinc anys després Tuthmosis va tornar a Síria i va construir una flota que portava les tropes per mar, desembarcant a la regió del Líban on van ocupar Ullaza (pocs quilòmetres al nord de la moderna Trípoli) que pertanyia a Tunip, vassall de Mitanni; des Ullaza va capturar la ciutat no llunyana d'Ardata. Després va saquejar el territori de Cadeix però no va poder ocupar la ciutat i a la tornada es va trobar a Ardata revoltada. En aquesta campanya es van conquerir Ullaza i Sumur (important ciutat al nord d'Ullaza) que com a ports eren molts importants pels egipcis. Durant els dos anys següents va preparar l'ofensiva contra Mitanni i en aquest temps Tunip va fomentar una revolta a Ullaza que els egipcis van haver de sufocar.
A la seva vuitena campanya (vers 1454 aC) va desembarcar a Ullaza i es va dirigir a l'Orontes pel territori de Qatna i cap al nord; el rei de Mitanni es va retirar i no va presentar batalla. Tuthmosis va passar a l'oest d'Alep on va lliurar un combat parcial i va seguir al nord i va lliurar un altre combat en territori de Karkemish a la ciutat d'Iryn (moderna Erin?) uns 20 km al nord-oest d'Alep on van derrotar les forces aliades a Mitanni i va sotmetre la regió del Baix Orontes i zona de l'Eufrates (Karkemish, Emar, Pethor, etc.). Es van preparar els vaixells per creuar l'Eufrates i entrar a Naharina o Khurri (Mitanni) no lluny de Karkemish, al sud d'aquesta ciutat i probablement no gaire al nord d'Emar (Meskene), on es va trobar l'estela erigida pel seu avi Tuthmosis I (en va erigir una altra al costat); va travessar el riu i es van dirigir al sud en territori de Mitanni;
Tuthmosis va tornar a creuar l'Eufrates i va arribar a la terra de Niya, que va sotmetre, i on en una casera va matar 120 elefants; llavors va marxar al sud i es va dirigir contra Cadeix que aquesta vegada finalment va conquerir després d'un setge. Els egipcis van arribar en la seva campanya fins a Ugarit però la vall inferior de l'Orontes va romandre sota influència de Mitanni. Els reis de Babilònia, Assíria i Hattusa li van enviar regals al faraó per la victòria.
Tuthmosis va haver de tornar per sufocar una revolta a Nuhase o Nuhashe (Nuhashshe) i va instal·lar com a príncep a Taku. En una altra campanya es va trobar amb l'exèrcit de Mitanni a la batalla d'Apamea, al nord-oest d'Alep i els va posar en fuita. Dues campanyes més es van fer de les que no van quedar registres
En una de les campanyes vers el 1459 aC, el faraó va arribar a l'Eufrates on es va trobar amb el rei de Babilònia Karaindash i el riu fou considerat la frontera comuna.
En una nova campanya Tuthmosis tornava a estar en lluita contra Nuhase i després de la victòria egípcia el rei Idrimi d'Alalakh va enviar regals al faraó i el regne fou sotmès temporalment (uns dos anys); de les següents campanyes s'han perdut els registre.
El rei de Mitanni va passar a l'ofensiva vers el 1452 aC i va recuperar les posicions perdudes fins al 1454 aC a la zona de l'Eufrates i baixa vall de l'Orontes. Cadeix i Tunip es van aliar a Mitanni; el rei Idrimi apareix altra vegada com aliat de Mitanni a Alalakh (el regne de Mushki, a la desembocadura de l'Orontes). Finalment Alep també va tornar a ser vassalla del rei hurrita.
Vers el 1449 aC els egipcis van tornar a atacar la regió i van conquerir Irqata, entre Sumur i Ardata. Sumur (Ullaza, Ardata i Irqata seran punts claus del domini egipci) i tot seguit Tunip i posicions properes a Cadeix (Síria) dins l'esfera d'influència de Mitanni (les guarnicions hurrites en tres ciutats del territori de Cadeix), però finalment vers el 1448 aC es va ajustar la pau per la qual la regió fins a l'Orontes mitjà i les muntanyes amorrees serien d'Egipte i més enllà de Mitanni.
Se suposa que el va succeir Sausatatar.